# Пётр Николаевич
Великий князь Пётр Никола́евич (10 [22] января 1864, Санкт-Петербург — 17 июня 1931, Антиб, Третья французская республика) — второй сын великого князя Николая Николаевича (старшего), внук Николая I. Генерал-лейтенант и генерал-адъютант русской армии.

## Биография
Родился 10 (22) января 1864 года в семье великого князя Николая Николаевича, был младшим ребёнком в семье. При рождении был наречён Петром и награждён орденами Св. Андрея Первозванного, Святого Александра Невского. С рождения был объявлен шефом Гренадерского саперного Его императорского Высочества великого князя Петра Николаевича батальона.
Получил военное образование. В двадцать лет начал службу, но заболел туберкулёзом. Оставил службу из-за болезни и подолгу жил за границей. Это был спокойный, уравновешенный, застенчивый и даже робкий человек, всегда казавшийся сосредоточенным и молчаливым. Он терялся в тени своего решительного брата Николая. Пётр Николаевич не отличался энергией и боевой храбростью брата, напротив, был личностью в высшей степени миролюбивой и скорее по традиции, чем по призванию встал на путь воинского служения. В армии он занимался инженерным делом. В должности генерал-инспектора инженерных войск во время Великой войны Пётр Николаевич немало сделал для успешных действий русских войск. Пётр Николаевич находился при штабе своего брата Николая Николаевича Младшего, который был сначала Верховным Главнокомандующим, а затем получил назначение на Кавказ. Своим тихим нравом он сдерживал необузданные вспышки Николая Николаевича.
Но главным его призванием, бесспорно, являлись живопись и архитектура. Он пробовал свои силы в этих направлениях и достиг немалого профессионализма. В 1913 году Пётр Николаевич даже участвовал в выставках Императорской Академии художеств, проходивших в Санкт-Петербурге. В области архитектуры особенно увлекался церковным зодчеством. По его проекту велось строительство храма-памятника русским-воинам, павшим в кампанию 1904—1905 годов в Мукдене. В 1896 году в киевской Покровской обители, основанной его матерью Александрой Петровной (в инокинях, Анастасией), во время визита императора Николая II был заложен собор во имя святого Николая (освящен в 1911 году) по проекту архитектора В. Н. Николаева на основе эскиза великого князя Петра Николаевича. Также по его эскизу архитектором Н. П. Красновым был возведён дворец в его крымском имении Дюльбере, больше похожий на мавританское строение — великий князь Александр Михайлович сравнивал его с замком «Синей Бороды». Но именно эти стены спасли всех Романовых, оказавшихся в Крыму в 1917 году, когда ялтинский совет грозил им расстрелом.
- Корнет (10.01.1871)
- Флигель-адъютант (26.11.1883)
- Поручик (08.04.1884)
- Штабс-ротмистр (24.04.1888)
- Ротмистр (30.08.1894)
- Полковник за отличие (14.05.1896)
- Генерал-майор Свиты (06.05.1903)
- Генерал-адъютант (13.04.1908)
- Генерал-лейтенант (13.04.1908)

- Орден Святого апостола Андрея Первозванного (1864)
- Орден Святого Александра Невского (1864)
- Орден Белого Орла (1864)
- Орден Святой Анны 1-й ст. (1864)
- Орден Святого Станислава 1 ст. (1864)
- Орден Святого Владимира 4-й ст. (1884)
- Орден Святого Владимира 3-й ст. (1901)
- Орден Святого Владимира 2-й ст. (1911)
- Медаль «В память коронации императора Александра III»
- Медаль «В память царствования императора Александра III»
- Медаль «В память коронации Императора Николая II»

Иностранные:
- Ольденбургский орден Заслуг герцога Петра-Фридриха-Людвига 1-й ст. (1864)
- Мекленбург-Шверинский орден Вендской Короны, большой крест (1889)
- Вюртембергский орден Вюртембергской короны, большой крест (1889)
- Прусский орден Красного орла (1880)
- Турецкий орден Османие 1-й ст. (1880)
- Греческий орден Спасителя 4-й ст. (1880)
- Греческий орден Спасителя 1-й ст. (1882)
- Болгарский орден «Святой Александр» 1-й ст. (1883)
- Черногорский орден Князя Даниила I 1-й ст. (1884)
- Австрийский орден Святого Стефана, большой крест (1884)
- Гессен-Дармштадтский орден Людвига 1-й ст. (1884)
- Баденский орден Верности 1-й ст. (1885)
- Черногорский орден Святого Петра Цетинского (1889)
- Французский орден Почётного легиона 1-й ст. (1896)
- Румынский орден Звезды Румынии, большой крест (1898)
- Бухарский орден Короны 1-й ст. (1898)
- Итальянский орден Аннунциаты (1900)

## В эмиграции
Вместе с императрицей Марией Фёдоровной и другими Романовыми Пётр Николаевич благополучно покинул Крым в апреле 1919 года в ходе Крымской эвакуации 1919 года на британском крейсере «Мальборо». В эмиграции они с братом всегда держались вместе, жили с семьями в Италии, а потом на юге Франции. Заметной роли ни в династической, ни в светской жизни не играл, но поддерживал претензии своего брата Николая Николаевича Младшего на русский престол и не признавал прав Кирилла Владимировича. Дети под влиянием отца поступили так же. Умер в Антибе, Франция, 17 июня 1931 г. Его прах покоится в крипте русской церкви Святого Архангела Михаила в Каннах рядом с женой Милицей Николаевной, скончавшейся через двадцать лет после мужа.
В мае 2015 года общественность Ялты предложила перезахоронить останки Петра Николаевича и Милицы Николаевны в Крыму, в церкви Святой Равноапостольной Нины в Хараксе. Эту идею поддержал министр культуры Российской Федерации В. Р. Мединский.

## Семья
26 июля 1889 года в Петергофе женился на Милице Николаевне, второй дочери короля Черногории Николая I.
Дети (князь и княжны императорской крови):

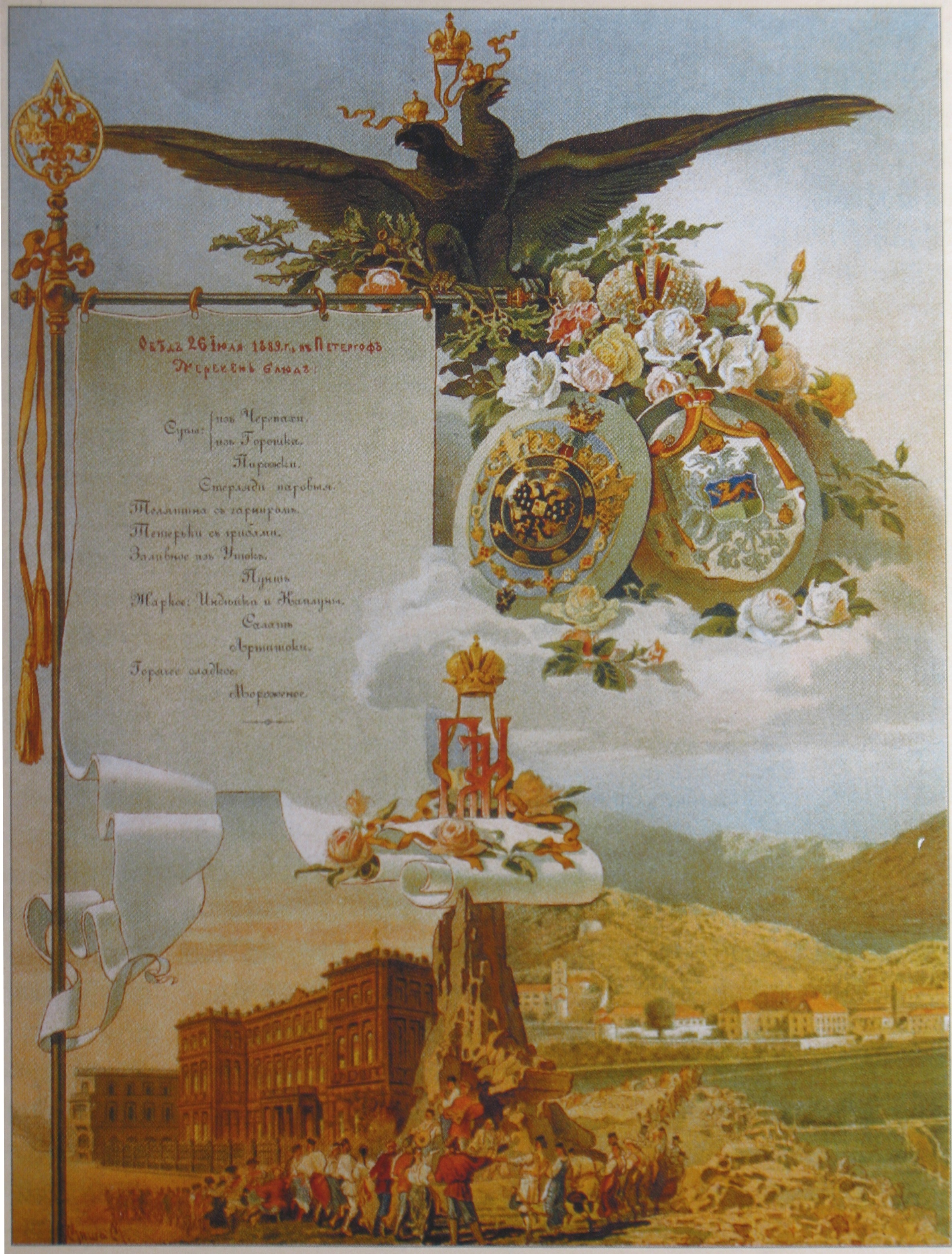
М. Микешин. Меню бракосочетания Петра Николаевича и Милицы Черногорской

- Марина Петровна (1892—1981), замужем за князем Александром Голицыным, сыном Николая Дмитриевича Голицына:
- Роман Петрович (1896—1978), женат на графине Прасковье Шереметевой, имел потомство, претендовавшее на главенство в роде Романовых;
- Надежда Петровна (1898—1988), замужем за князем Николаем Владимировичем Орловым, имела потомство;
- Софья (р. и ум. 1898) — сестра-близнец Надежды. Похоронена в Киево-Покровском женском монастыре (могила сохранилась).